# Quercus brantii
Quercus brantii är en bokväxtart som beskrevs av John Lindley. Quercus brantii ingår i släktet ekar, och familjen bokväxter. Inga underarter finns listade.
Denna ek förekommer i sydöstra Turkiet, norra Syrien och i västra Iran i bergskedjan Zagros. Den växer i regioner som ligger 300 till 1900 meter över havet. Quercus brantii är utformad som ett mindre lövfällande träd. Arten kan bilda skogar där nästan inga andra träd ingår eller den växer i skogar tillsammans med andra ekar som Quercus infectoria, Quercus libani, Quercus cerris och Quercus coccifera. Även andra träd som Pinus brutia, Styrax officinalis eller kristitörne (Paliurus spina-christi) kan ingå.
Sedan 2009 dokumenteras flera exemplar som drabbas av en sjukdom som orsakas av svampen Biscogniauxia mediterranea. Även skadeinsekter som larver av skalbaggen Chrysobothris parvipunctata och fjärilen äpplerödgump (Euproctis chrysorrhoea) påverkar många träd negativ. I stora delar av utbredningsområdet är Quercus brantii fortfarande vanligt förekommande men i västra Iran försvann uppskattningsvis en miljon hektar skog med arten mellan 2009 och 2017. Ifall denna utveckling fortsätter listas denna ek under närmare framtid av IUCN som hotad art. När artens hotstatus bedömdes under året 2018 valdes fortfarande klassificeringen livskraftig (LC).

## Bildgalleri

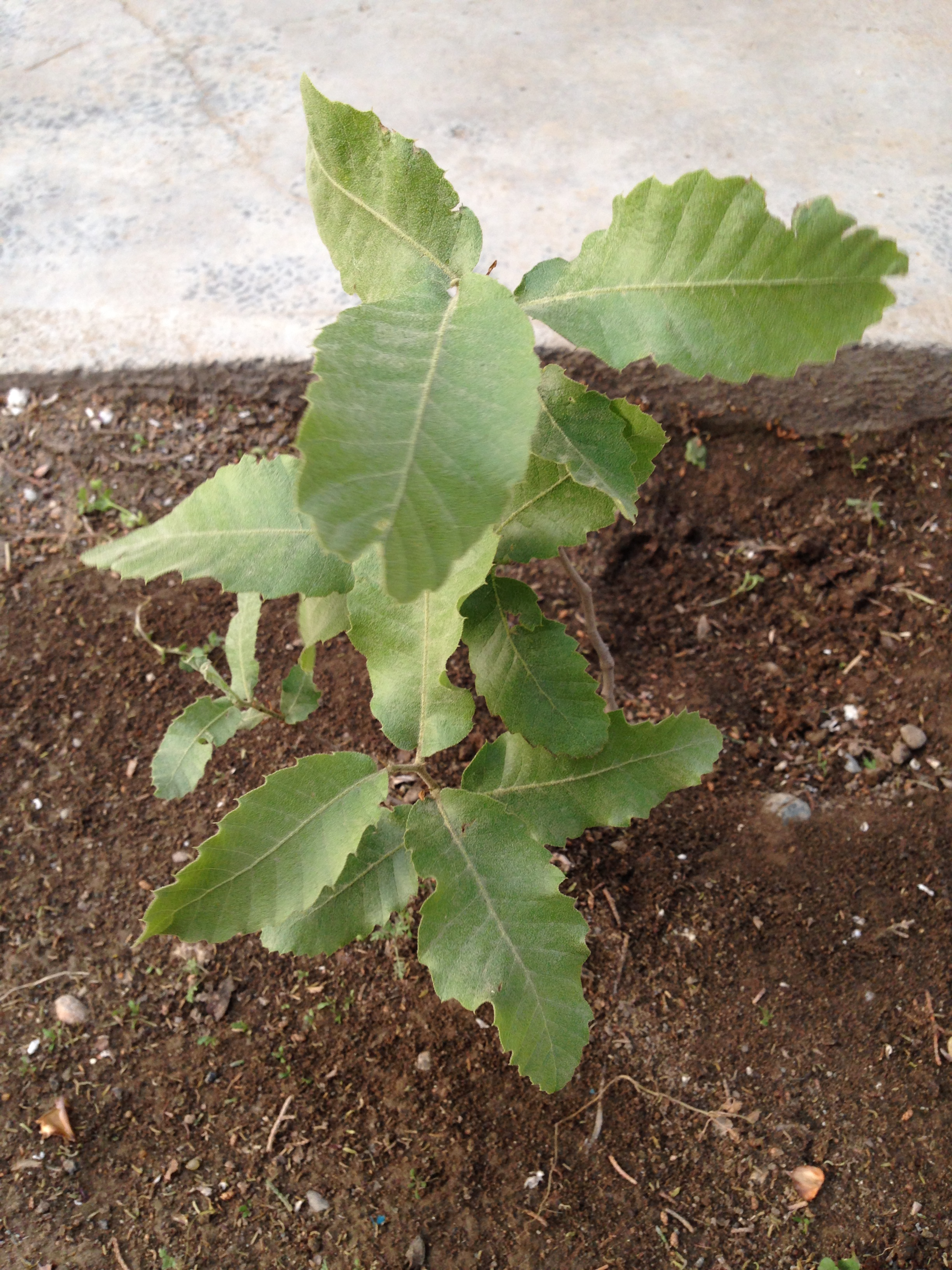
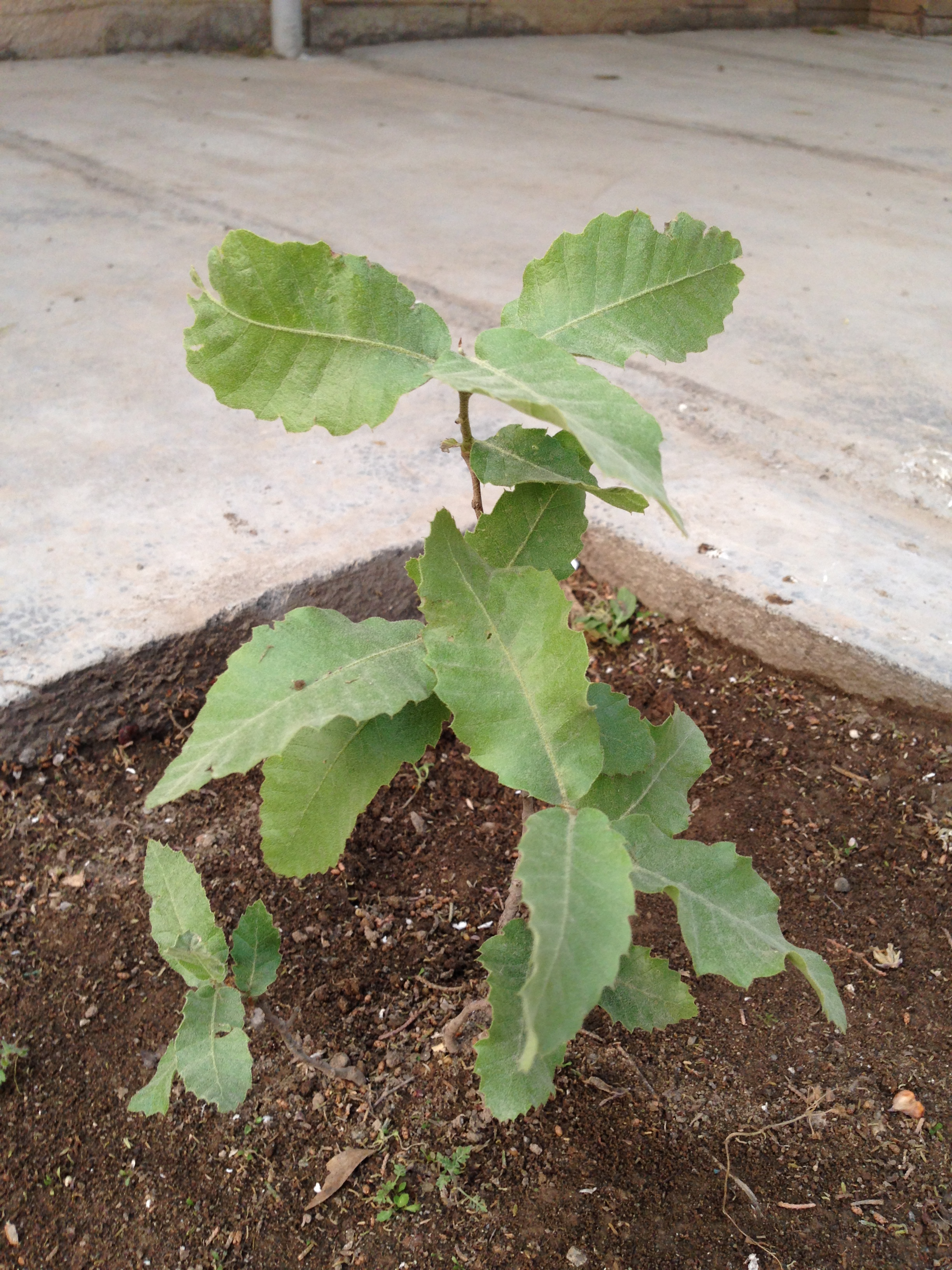
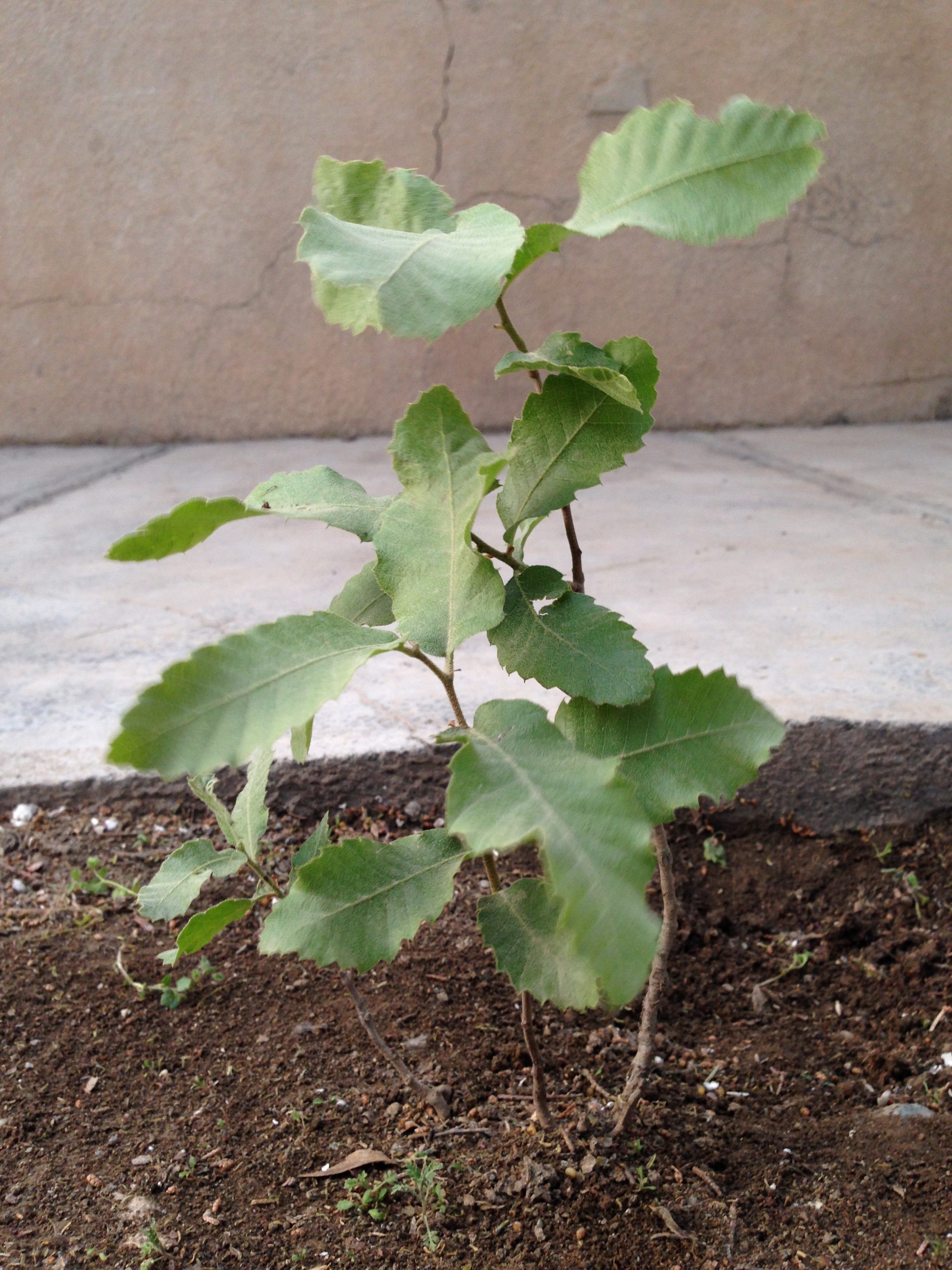